# Mohammed Benkaddour
 (mars 2024).
Si vous disposez d'ouvrages ou d'articles de référence ou si vous connaissez des sites web de qualité traitant du thème abordé ici, merci de compléter l'article en donnant les références utiles à sa vérifiabilité et en les liant à la section « Notes et références ».
Pour les articles homonymes, voir Benkaddour.
Mohammed Benkaddour, né le 31 mai 1962, est un acteur associatif et homme politique marocain. 
Il est président fondateur de la Fédération nationale des associations du consommateur (FNAC) et membre du Conseil économique, social et environnemental.

## Biographie
Mohammed Benkaddour est président de l'Université Mohammed-Ier de 2015 à 2020, après avoir été le vice-président au sein de la même université de 2014 à 2015. Son mandat de président de l'université Mohammed Premier est marqué par la stabilisation de l'établissement, en mettant fin aux perturbations qu'a connues l'université pendant plus d’une décennie (grèves, report des examens), l'amélioration du classement de l'UMP sur Web of Science ainsi que la création de deux annexes universitaire pour une répartition équitable de l'offre de formation et la conclusion de 100 accords de coopération et de partenariat au niveau international avec une orientation africaine et 40 au niveau national.
En février 2011, il est nommé par le roi Mohammed VI membre du Conseil économique, social et environnemental qui est une institution constitutionnelle indépendante mise en place par le Roi, le 21 février 2011 et qui assure des missions consultatives auprès du Gouvernement et des deux Chambres du Parlement et dans lequel il a occupé plusieurs postes de responsabilité tels que président de la Commission des affaires économiques et Projets Stratégiques, Vice-président  de la commission des affaires de l'environnement et développement régional et Rapporteur de la commission de la connaissance et du savoir.
Mohammed Benkaddour est un acteur académique marocain ayant participé à plusieurs travaux de recherche en tant que directeur du laboratoire de physico-chimie des matériaux, par l'encadrement de plus de 40 thèses de doctorat 3e cycle, Doctorat National et Doctorat d'État et une riche production scientifique sans oublier la conception et la conduite de plus de 15 conventions et contrats de recherche financés d’un montant global de 15 millions de dirhams.
Il est aussi acteur associatif à l'échelle nationale, régionale et internationale en tant que Président Fondateur de la FNAC Maroc, Président de APCRO, Vice-Président de CMC Maroc, membre du Codex Alimentarius, Membre fondateur et Ex Président de l’Association Vallon à Lyon (France) et  Membre de l'Union Africain des Associations de consommateurs en Afrique...